# Germanek magnezu
Germanek magnezu, Mg
2Ge – nieorganiczny związek chemiczny, połączenie magnezu i germanu na −IV stopniu utlenienia. Jest przewodnikiem typu p. Można go wytwarzać na dużą skalę w postaci nanodrutów. Jest stosowany w badaniach półprzewodników.